# Voice of the Heart
Voice of the Heart è l'undicesimo album in studio del duo musicale-canoro statunitense The Carpenters, pubblicato nel 1983, otto mesi dopo la morte di Karen Carpenter.

## Tracce
Side 1
1. Now (Roger Nichols, Dean Pitchford, Mariya Tarekuchi) – 3:51
2. Sailing on the Tide (John Bettis, Tony Peluso) – 4:24
3. You're Enough (John Bettis, Richard Carpenter) – 3:48
4. Make Believe It's Your First Time (Bob Morrison, Johnny Wilson) – 4:08
5. Two Lives (Mark Terrence Jordan) – 4:35

Side 2
1. At the End of a Song (John Bettis, Richard Carpenter) – 3:40
2. Ordinary Fool (Paul Williams) – 3:42
3. Prime Time Love (Danny Ironstone, Mary Unobsky) – 3:12
4. Your Baby Doesn't Love You Anymore (Larry Weiss) – 3:51
5. Look to Your Dreams (John Bettis, Richard Carpenter, Frank Esler-Smith) – 5:13

## Formazione
- Richard Carpenter
- Karen Carpenter